# Telecom expense management
Telecom Expense Management er en finansiel disciplin, der sigter mod at nedbringe teleudgifter via systematisk analyse af teleudgifter og telekontrakter.
I udgivelsen Competitive Landscape: Telecom Expense Management (2010) har det amerikanske analysehus Gartner opdelt Telecom Expense Management i en række underdiscipliner: Sourcing management, ordering and provisioning management, inventory management, invoice and contract management, usage management, dispute management, reporting and business intelligence.